# Palazzo Reburdone
Palazzo Reburdone, a Catania, si trova in Via Vittorio Emanuele II, in origine "Strada del Corso", all'angolo con la Piazza dei Martiri, l'antico "Piano della Statua".

## Storia
Progettato da Francesco Battaglia per la famiglia Guttadauro, il palazzo Reburdone fu costruito tra il 1776  e il 1785, anno in cui fu montato in facciata lo "scudo dell'Armi" dei Guttadauro ma i lavori di completamento del palazzo si protrassero per molti anni ancora. 
Voluto da una famiglia che cercava in quello scorcio di fine Settecento di entrare a far parte della più alta aristocrazia isolana e insieme dell'élite patrizia catanese, Palazzo Reburdone doveva essere il simbolo più evidente della ricchezza e del prestigio della famiglia Guttadauro, originaria di Mineo, dunque provinciale e che in quel periodo stava rapidamente salendo i gradini della nobiltà siciliana (ascesa coronata nel 1787 con l'acquisizione del titolo principesco di Emmanuel). Il risultato fu uno dei più imponenti e nobili palazzi della città. Imponenza dovuta anche a ragioni dinastiche oltre che di prestigio; doveva infatti accogliere, secondo il volere del committente il Principe Enrico, le famiglie dei due figli maschi, il primogenito, erede del principato, e il secondogenito, Barone di Pedagaggi. Per contrasti insorti fra i due fratelli alla morte del padre il Pedagaggi non andò mai a vivere nel quarto che gli era destinato ma si fece costruire un altro palazzo, il vicino Palazzo Pedagaggi appunto. 
Estintasi la linea maschile dei Guttadauro nel 1820 il palazzo passò tramite Eleonora, ultima principessa di Emmanuel di casa Guttadauro, ai Paternò Castello ed ora è sede, in parte, del Dipartimento di Analisi dei Processi Politici, Sociali e Istituzionali - DAPPSI (ai piani primo, secondo e terzo), del Dipartimento di Scienze Politiche e Sociali dell'Università di Catania, nonché della prestigiosa Accademia Gioenia.

## Descrizione
Palazzo Reburdone presenta in alzato lo schema tipico dei palazzi patrizi catanesi: piano terra con botteghe su prospetti esterni e magazzini e locali di servizio su quelli interni; primo piano, o ammezzato per l'amministrazione o dato in affitto a famiglie di basso ceto che gravitavano intorno alla famiglia Guttadauro per motivi economici o sociali; secondo piano o piano nobile, dove abitavano il padrone e la famiglia; terzo piano o piano cadetto, per la servitù e i cadetti. Tutti questi locali si distribuivano intorno alla grande corte d'onore, una delle più grandi di Catania, conclusa dal grande scalone a tenaglia dentro un corpo a duplice portico (un tempo attribuito al Vaccarini ma restituito al Battaglia tanto per motivi stilistici quanto per motivi cronologici). Un secondo cortile sul lato ovest, serviva la cavallerizza e gli altri locali di servizio. Il piano nobile si raggiunge salendo il grande scalone da cui si dipartono le due ali del palazzo, con le due infilate di stanze che si concludono nei due grandi saloni, a rinserrare l'appartamento del principe con la sua alcova "alla turca" al centro della facciata, aperto sulla tribuna d'onore sopra il portone, luogo simbolico per eccellenza della continuità dinastica della famiglia. I due saloni gemelli seguono la proporzione del diapason, cioè due cubi perfetti posti uno accanto all'altro e sfondano con le loro volte il solaio del piano cadetto, i cui balconi in corrispondenza non sono per questo praticabili; le due volte presentano poi affreschi del sortinese Sebastiano Lo Monaco (salone est) e neoclassici (salone ovest).